# Дворец Кемадо
Дворец Кемадо (исп. Palacio Quemado — Сожжённый дворец, также исп. Palacio de Gobierno — Дворец правительства) — официальная резиденция президента Боливии, расположенная в Ла-Пасе.
Эпитет «Сожжённый» происходит от того, что в сентябре 1875 года дворец был сожжён дотла восставшими против президента Томаса Фриаса Аметльера после того, как они не смогли взять здание штурмом. С тех пор его перестраивали несколько раз, но прозвище прижилось. Дворец Кемадо расположен рядом с городским собором Нуэстра-Сеньора-де-ла-Пас напротив здания парламента Боливии.
В фойе дворца Кемадо стоит бюст президента Гуальберто Вильярроэля Лопеса, повешенного на фонарном столбе разъярённой толпой в 1946 году.

## История строительства

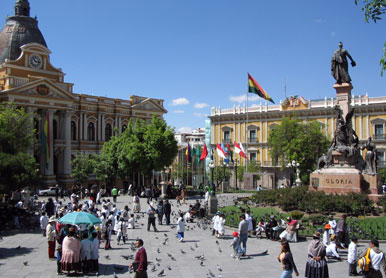
Площадь Мурильо

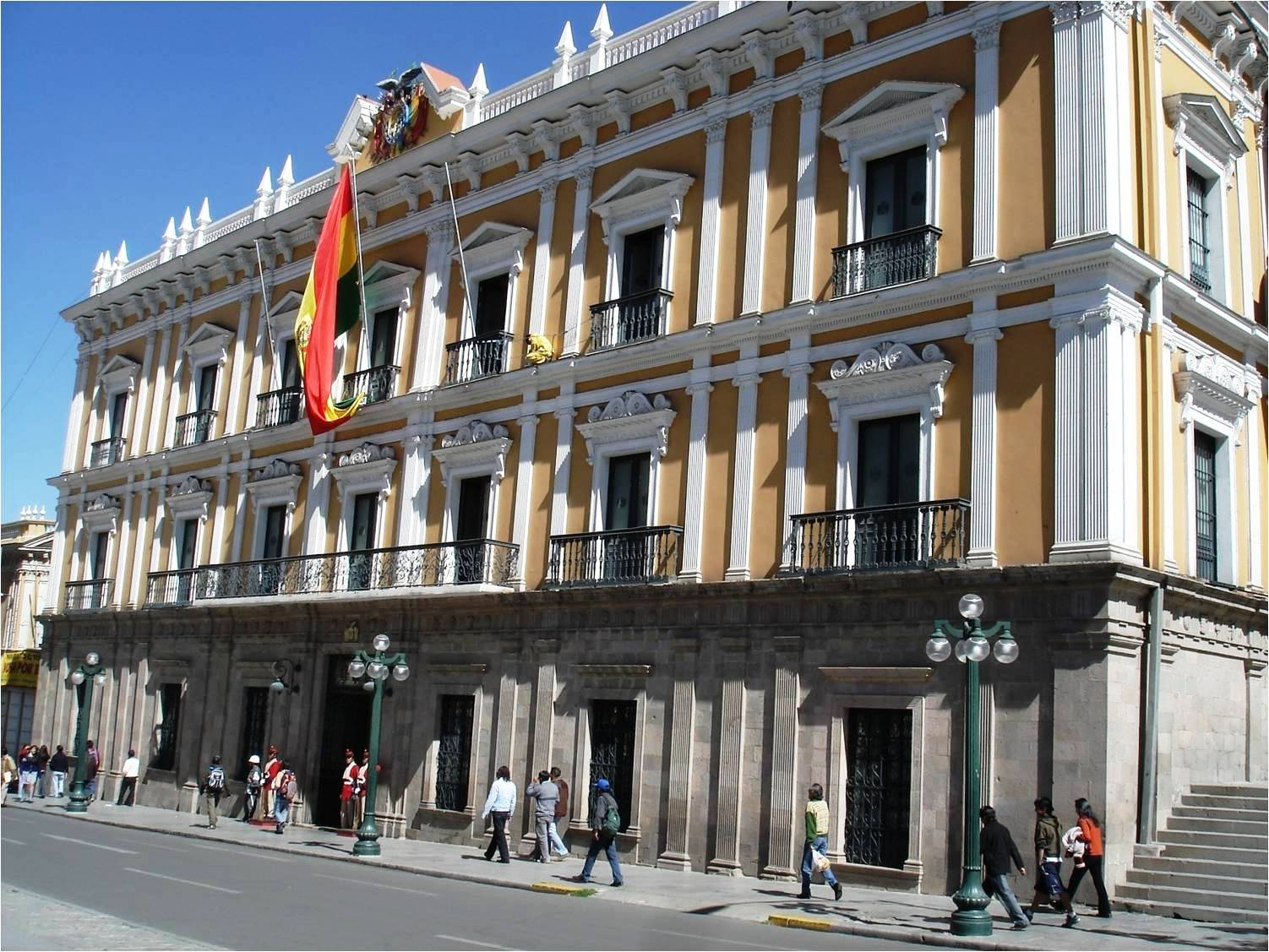
Фасад и главный вход дворца

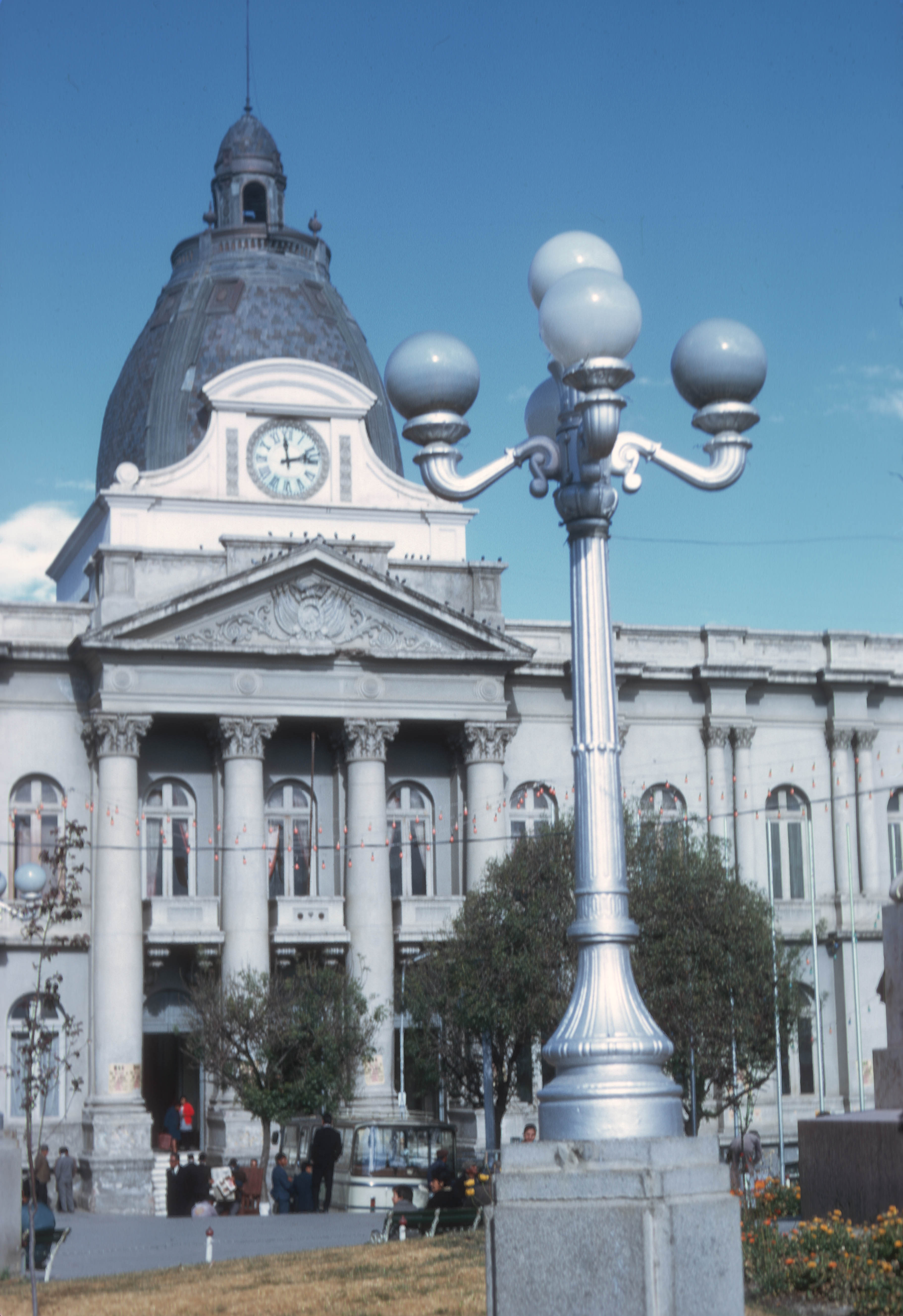
Фонарь, на котором был повешен Гуальберто Вильярроэль

Строительство первого дворца Кабильдо де Ла-Пас началось в 1559 году. Деньги на строительство — 12 000 песо, были присланы вице-королём Перу, Андресом Уртадо де Мендосой. Строительство закончилось в 1561 году.
Строительство продолжилось в 1781 году, был создан внутренний двор, парадная лестница, построены аркады вокруг первого этажа, галереи и арки на верхнем этаже. Здание было покрыто черепицей. Во втором дворе здания размещалась тюрьма, в которой 29 января 1810 года был повешен Педро Доминго Мурильо, борец за независимость Боливии.
Здание служило Домом правительства с августа 1825 года, когда Симон Боливар отвоевал независимость.
Дом правительства часто реконструировался до 1846 года, когда президент Хосе Бальивиан отдал приказ о его сносе и строительстве нового. Руководство строительством было поручено самому известному на то время архитектору, Хосе Нуньесу дель Прадо, ранее построившему театр Ла-Паса, открытый в 1845 году и в котором впервые прозвучала Патриотическая песня. Строительство закончилось через шесть лет и четыре месяца и было открыто президентом Мануэлем Исидоро Бельсу 25 марта 1853 года. Позже во дворце он был убит во время восстания против президента Мариано Мельгарехо.
Происхождение прозвища «Сожжёный дворец» восходит к 20 марта 1875 года, к времени правления Томаса Фриаса Аметльера, когда толпа во главе с Карлосом Рессини и Модесто Москоко начала штурмовать здание. Но осознав невозможность взятия дворца, восставшие его подожгли. После пожара здание было непригодным для эксплуатации. В 1882 году началось восстановление дворца, а в качестве резиденции использовалось здание на углу улиц Потоси и Аякучо, между 1875 и 1882 годами.
В 1899 году дворец официально становится резиденцией президента.
В 1913 году, во время второго правительства президента Исмаэля Монтеса, делается капитальный ремонт. В 1923 году, в президентство Баутисты Сааведры начинается новая реконструкция к столетию республики.
21 июля 1946 года началось восстание. В ходе штурма президент Гуальберто Вильярроэль был сброшен с балкона на площадь Мурильо и повешен на фонарном столбе.
В период Национальной Революции, президент Пас Эстенссоро приказал украсить кабинеты дворца. По его заказу художник Мигель Пантоя Аландиа аллегорические изобразил Национальную Революцию, на главной лестнице (эта работа была позже разрушена по приказу президента Баррьентоса). Также, был выполнен из мрамора арочный вход в вестибюле и установлен лифт.
В 1973 году во время правления генерала Бансера построена вертолётная площадка на крыше.
При Пас Саморе реконструирован интерьер, введены кремовые и коричневые тона с очертаниями киноварью, особенно в главном холле. Как возможное место жительства был построен третий этаж со спальней и отдельным санузлом. Создан президентский музей с портретами всех правителей страны, работы различных художников.
В 2001 году при президенте Кирога, здание модернизировали — установили компьютеры и защитные окна.
Во время президентства Карлоса Месы была сделана комплексная реставрация здания. Были установлены новые окна, новая сантехника и электроснабжение, сети связи, система безопасности и автономный генератор электроэнергии; покрыта новая крыша и повешена люстра в главном зале, восстановлен главный фасад.

## Архитектура
Здание 1853 года имеет прямоугольную форму 37 на 39 метров, высота главного фасада с видом на площадь Мурильо составляет около 15 метров. Фасад выполнен в неоклассическом стиле с колоннами, пилястры на первом этаже дорические, на втором ионические, на третьем коринфские. Окна на первом этаже увенчаны простыми карнизами,  на втором — со свитками, и на третьем этаже треугольными фронтонами. Каждое окно имеет балконную дверь, за исключением Красной Комнаты. Интерьер украшен дорическими колоннами, парадной мраморной лестницей. Арка состоит из сегментов жёлтого и чёрного мрамора с ионическими колоннами. Стены на первом этаже из камня.

## Залы и комнаты

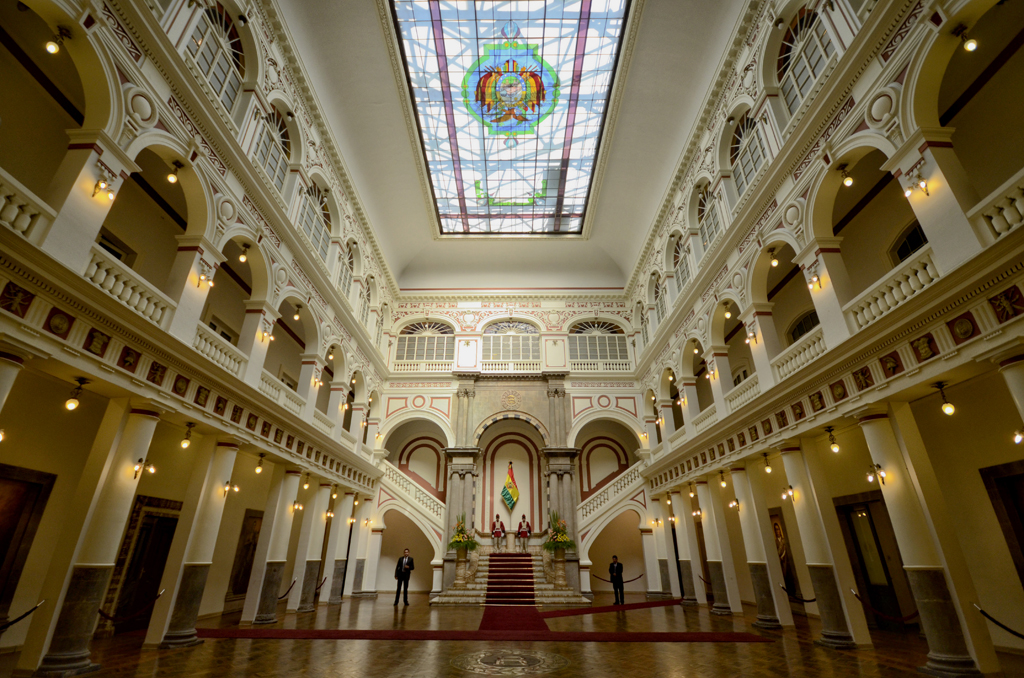
Главный зал

### Красная комната
Используется для приёмов и встреч. Находится на втором этаже, имеет один балкон с тремя дверьми. Названа комната по цвету ковра и драпировок. Среднего размера люстры, картины с сюжетами о борьбе за независимость, мебель стиля Людовика XVI с оттенком сливок, киновари и розовых тонов.

### Зеркальный зал
Находится на втором этаже, используется для протокольных встреч, утверждения дипломатического корпуса, вручения верительных грамот. На стенах — зеркала, обрамлённые позолотой, в виде картин, единственная картина — первая карта Боливии, в основной части комнаты, над столом президента. Шторы изумрудно-зелёного цвета, паркетный пол, кресла в стиле рококо, сферические люстры.

### Президентский музей
Расположен первом этаже и представляет собой миниатюрный музей, с портретами президентов, историческими мундирами президентской гвардии, историческими флагами и небольшой библиотекой. На простом паркетном полу — красная ковровая дорожка.

### Главная столовая
Используется для протокольных обедов. Расположена на втором этаже. Мебель стиля рококо.

### Кабинет
Находится рядом с канцелярией президента, на третьем этаже. В центре овальный стол и стулья в стиле Людовика XVI, уникальное резное президентское кресло с гербом Боливии, все стулья обиты кожей. За креслом две двери,  ведущие в администрацию президента, Люстры, бра, четыре ионические колонны в каждом углу комнаты.

### Кабинет президента
Расположен на третьем этаже, в центре стол из красного дерева, за ним портрет Андреса де Санта-Круса.

### Президентская спальня
Находится на третьем этаже, Оформлена в розовых тонах, с ванной комнатой и антикварной лестницей.

### Кабинет премьер-министра
Расположен на третьем этаже, функциональный и современный кабинет.

### Кабинет связей с общественностью
Находится в подвале, из него ведётся распределение государственных бюллетеней, законов, указов, постановлений и распоряжений для исполнительной власти. Запись и обслуживание клиентов ведётся через дверь на улице Аякучо.

## Факты и легенды
Президент Мариано Мельгарехо никогда не жил в этом дворце, потому что боялся духа Мануэля Исидоро Бельсу, который был убит на крыльце во время восстания против Мельгарехо.
Президент Санта-Крус во время его пребывания в Ла-Пасе, откуда он управлял большей частью своей администрации, имел резиденцию в своём собственном доме, сегодня Коллегия Сан-Каликсто.
В этом же здании был убит президент Агустин Моралес, когда он ударил своего помощника, племянник президента Федерико Лафайе выхватил револьвер и выстрелил в президента.
Другая история гласит, что духи мучеников 1875 и 1946 года поздно вечером бродят вокруг дворца, и люди будто бы слышат их крики на улицах Аякучо и Ильимани.

## Новый дворец
В 2011 году правительство президента Эво Моралеса, объявило о строительстве нового дворца в задней части здания, когда-то, принадлежащего физическим лицам. Был предложен проект строительства современного здания, оформленного в индейских мотивах коренных жителей Боливии, с вертолётной площадкой на крыше.
120-метровый Большой дом народа был открыт 9 августа 2018 года.